# Miguel Friedrichs
Miguel Friedrichs (Merl, 9 de outubro de 1849 — Porto Alegre, 28 de dezembro de 1903) foi um escultor, ornatista e comerciante ativo no Rio Grande do Sul, especialmente em Porto Alegre, no final do século XIX.
Filho de Vinzens Friedrich e Catharine Griebeler, aprendeu o ofício de cantaria em seu país natal, a Alemanha, no atelier de Peter Grethen. Quando habilitou-se, foi trabalhar nas obras da Catedral de Colônia, permanecendo ali por três anos. Emigrou para o Brasil em meados de 1875, estabelecendo-se na localidade de Lomba Grande, onde se estabeleceu e abriu uma empresa. Logo prestava seus serviços nesta cidade e também em Novo Hamburgo e São Sebastião do Caí.
Em 1883 transferiu-se para a Porto Alegre, trabalhando nas obras do prédio do Banco da Província, e logo após abrindo novamente uma firma de cantaria e escultura que em breve se tornaria uma das mais importantes da cidade. Depois se associou com o arquiteto Gustavo Koch, quando a empresa passou a criar também projetos de edifícios. Mas esta parceria teria uma vida de poucos meses, sendo dissolvida no mesmo ano para que Miguel se dedicasse ao comércio de ferro e materiais de construção, mantendo porém a oficina de decoração, onde trabalhou o escultor Franz Schubert. Contudo, este novo negócio não lhe permitia mais tempo para que se ocupasse com a decoração de prédios, e assim transferiu esta parte da empresa para o irmão Jacob Aloys em fevereiro de 1891.
Miguel foi pai de João Vicente Friedrichs, que continuaria o tradicional ofício familiar e seria reconhecido como um dos mais importantes decoradores do início do século XX em Porto Alegre.